# Albert Brasseur
Albert Jules Brasseur, född 12 februari 1862, död 13 maj 1932, var en fransk skådespelare, son till Jules Brasseur.
Brasseur debuterade 1879 och var fram till 1890 anställd vid Théâtre des nouveautés och 1890-1921 vid Théâtre des variétés i Paris, och var därefter verksam vid olika lustspelsscener i staden. Brasseur vann främst framgång som komiker inom lustspel och operetter, och turnerade även i London och USA.